# ジャライド旗
ジャライド旗（ジャライドき、ᠵᠠᠯᠠᠢᠳ
ᠬᠣᠰᠢᠭᠤ、ラテン文字転写：Jalaid qosiɣu、中国語：扎賚特旗）は、中華人民共和国内モンゴル自治区ヒンガン盟に位置する旗。地方政府はインデル・バルガス（音徳爾鎮）にある。
雨量が一定しておらず、わずかな牧畜業しかできない中国国家級貧困県の一つ。近年この地方で政府が精緻な科学技術農業と気象予報を発展させている。

## 行政区画
8バルガス（鎮）、3ソム（蘇木）、2郷を管轄：
- バルガス（鎮）
  - インデル・バルガス（音徳爾鎮）
  - シンリン・バルガス（新林鎮）
  - バインゴル・バルガス（巴彦高勒鎮）
  - ホラル・バルガス（胡爾勒鎮）
  - アルバンゲル・バルガス（阿爾本格勒鎮）
  - バドラフ・バルガス（巴達爾胡鎮）
  - テメジ・バルガス（図牧吉鎮）
  - ホルボー・バルガス（好力保鎮）
- ソム（蘇木）
  - バインオラーン・ソム（巴彦烏蘭蘇木）
  - ボルゴンフワ・ソム（宝力根花蘇木）
  - アルダルト・ソム（阿拉達爾吐蘇木）
- 郷
  - バインジャラグ郷（巴彦扎拉嘎郷）
  - ノーンムルン郷（努文牧仁郷）

## 交通

### 道路
- 高速道路
  -  集阿高速道路（中国語版）
- 国道
  -  G111国道（中国語版）